# Borda de l'Aparici
La Borda de l'Aparici era una borda del terme municipal de Conca de Dalt, dins de l'antic terme de Toralla i Serradell, pertanyent al poble d'Erinyà, al nord-oest del municipi.
Estava situada al capdamunt de la vall del barranc de la Torre, al nord-oest de Serradell i d'Erinyà. Actualment, és del tot desapareguda, però en queda el record en forma de topònim. Era al vessant sud-est de la serra de Camporan, al nord-est de la Muntanya de Sant Aleix.
És la més occidental de tota una sèrie de bordes del mateix cap de vall, a la muntanya d'Erinyà. Amb ella hi ha, de ponent a llevant, la Borda de Carrera, la Borda del Motxo i la Borda de Faralom.